# Family Affair (Lied)
Family Affair (englisch für „Familiensache“) ist ein Lied von Mary J. Blige aus dem Jahr 2001. Der R&B-Titel wurde von Dr. Dre (André Young) produziert und als erste Singleauskopplung aus Bliges fünftem Album No More Drama veröffentlicht.

## Hintergrund
Die Musik für Family Affair entstand bei einer Session zwischen Dr. Dre und den Musikern Mel-Man, Camara Kambon und Mike Elizondo. Später hörte Blige den Song und arbeitete daraufhin mit ihrem Bruder Bruce Miller an den Liedtexten und der Melodie zum Lied. Dr. Dre produzierte Bliges Gesang, während er mit den Aufnahmen zum Film Training Day beschäftigt war. Die Regie zum Musikvideo führte Dave Meyers.

## Kommerzieller Erfolg

### Chartplatzierungen
Die Single erreichte 2001 für sechs Wochen Platz 1 in den Billboard Hot 100 und avancierte damit zu Bliges erstem Nummer-eins-Hit in den Vereinigten Staaten. 2008 landete Family Affair auf Platz 79 der besten Billboard-Hot-100-Singles aller Zeiten.
| ChartsChartplatzierungen       | Höchstplatzierung | Wochen |
| ------------------------------ | ----------------- | ------ |
| Deutschland (GfK)              | 10 (19 Wo.)       | 19     |
| Österreich (Ö3)                | 20 (26 Wo.)       | 26     |
| Schweiz (IFPI)                 | 4 (37 Wo.)        | 37     |
| Vereinigte Staaten (Billboard) | 1 (41 Wo.)        | 41     |
| Vereinigtes Königreich (OCC)   | 8 (16 Wo.)        | 16     |

| ChartsJahrescharts (2001)      | Platzierung |
| ------------------------------ | ----------- |
| Deutschland (GfK)              | 70          |
| Schweiz (IFPI)                 | 9           |
| Vereinigte Staaten (Billboard) | 31          |

| ChartsJahrescharts (2002)      | Platzierung |
| ------------------------------ | ----------- |
| Österreich (Ö3)                | 73          |
| Schweiz (IFPI)                 | 68          |
| Vereinigte Staaten (Billboard) | 17          |

| ChartsJahrescharts (2000–2009) | Platzierung |
| ------------------------------ | ----------- |
| Vereinigte Staaten (Billboard) | 12          |

### Auszeichnungen für Musikverkäufe
| Land/Region                  | Auszeichnungen für Musikverkäufe (Land/Region, Auszeichnung, Verkäufe) | Verkäufe  |
| ---------------------------- | ---------------------------------------------------------------------- | --------- |
| Australien (ARIA)            | Gold                                                                   | 35.000    |
| Belgien (BRMA)               | Gold                                                                   | 25.000    |
| Brasilien (PMB)              | Gold                                                                   | 30.000    |
| Dänemark (IFPI)              | Gold (Physisch) · + Gold (Digital)                                     | 55.000    |
| Deutschland (BVMI)           | Gold                                                                   | 250.000   |
| Frankreich (SNEP)            | Gold                                                                   | 250.000   |
| Italien (FIMI)               | Gold                                                                   | 50.000    |
| Neuseeland (RMNZ)            | 3× Platin                                                              | 90.000    |
| Schweden (IFPI)              | Gold                                                                   | 15.000    |
| Schweiz (IFPI)               | Platin                                                                 | 30.000    |
| Vereinigtes Königreich (BPI) | 2× Platin                                                              | 1.200.000 |
| Insgesamt                    | 9× Gold · 6× Platin ·                                                  | 1.900.000 |